# Маус (графички роман)
Маус је графички роман у два дела, аутора Арта Шпигелмана. Шпигелман је за ово дело 1992. године добио Пулицерову награду, чиме је допринео да ова врста ликовно—литерарног дела коначно буде призната као озбиљна уметничка форма, софистицирани књижевни медиј за одрасле. Због тога се сматра једним од најважнијих стрип аутора.

## Опис романа
Маус је биографски, а делом и аутобиографски роман. То је прича о Владеку Шпигелману, пољском Јеврејину, једном од малобројних који су преживели холокауст. Истовремено је то прича и о његовом сину, америчком стрип-цртачу Артуру који, бележећи очеву драматичну историју, анализира и свој однос са оцем.
Шпигелман је свој графички роман објавио у два дела:
- Маус 1 - повест преживелог: Мој отац крвари историју (енг. Maus I - A Survivor's Tale, My Father Bleeds History)
- Маус 2 - повест преживелог: И ту су почеле моје невоље (енг. Maus II - A Survivor's Tale, And Here My Troubles Began)

Шпигелман је на овом делу радио од 1980. до 1991. године.

## Радња романа
Шпигелман у свом делу описује животни пут Владека Шпигелмана, од успешног трговца текстилом у Пољској, преко ужаса немачке окупације, понижења у гету, до логорашког пакла у Аушвицу. Владекова прича је дубоко лична драма коју осветљава његов син, строго поштујући очеву причу и чињенице.
Шпигелманов наративни, цртачки поступак је једноставан. Разни европски народи представљени су у складу са бруталном зоолошком метафориком званичне нацистичке пропаганде: Јевреји су представљени као мишеви, Пољаци као свиње, Американци као пси, Французи као жабе, а војници Вермахта, главни предатори у овом расистичком ланцу исхране, као бесне мачке.

## Културолошки утицај
Године 1992. књига је добила Пулицерову награду, најпрестижнију америчку награду за новинарство и документарну прозу. До тада је ова врста литературе углавном била маргинализована и није сматрана књижевним делом и је био први пут да се неки графички роман (стрип) пробио на листу бестселера. Роман Маус је преведен на готово све европске језике.
Умберто Еко је о овом делу рекао:
| „ | 'Маус' је књига коју је немогуће оставити пре него што је дочитате до краја. Кад два миша разговарају о љубави – то је дирљиво. Кад пате – плачеш. Док читамо ову причу која описује и страдања и смешне догађаје и свакодневне животне ситуације једне источноевропске породице, њен језик нас све више обузима а ритам приповедања хипнотише до те мере да када завршимо с читањем одлажемо књигу несрећни што напуштамо њен магични свет. И онда очекујемо наставак који ће нас вратити у тај свет. | ” |

## Српска издања
Маус је у Србији први пут објављен 2002. (први део) и 2003. године (други део). Објавила га је издавачка кућа Самиздат Б92.